# (6402) Holstein
(6402) Holstein est un astéroïde de la ceinture principale.

## Description
(6402) Holstein est un astéroïde de la ceinture principale. Il fut découvert le 9 avril 1991 à Tautenburg par Freimut Börngen. Il présente une orbite caractérisée par un demi-grand axe de 2,74 UA, une excentricité de 0,12 et une inclinaison de 4,5° par rapport à l'écliptique.

## Compléments